# ギマランイス
ギマランイス（Guimarães [ɡimɐˈɾɐ̃jʃ] ( 音声ファイル)）は、ポルトガル北西部のブラガ県にある都市。ポルトガル王国初代国王アフォンソ1世（アフォンソ・エンリケス）が当地で誕生していることから、ポルトガル発祥の地、ポルトガル王国の発祥地と呼ばれる。「ギマランエス」、「ギマランイシュ」とも表記される。

## 地理
都市の中心部である旧市街は南北に約850メートル・東西に約250メートルの狭い区域であり、ポルトガル王国の建国後に建てられた歴史的建築物が並ぶ。『エスプレッソ』紙による調査で、ギマランイスはポルトガルで2番目に住みよい環境の町であると評価された。2001年、歴史的文化財を残すギマランイス旧市街は「ギマランイスの歴史地区」としてユネスコの世界遺産（文化遺産）に登録された。また、2012年にはこの年の欧州文化首都になっている。

## 歴史
ギマランイスの名前は、868年に最初のポルトゥカーレ伯領を築いたヴィマラ・ペレス伯爵の名前に由来する。
1095年、ブルゴーニュ家出身のアンリ・ド・ブルゴーニュ（エンリケ）は、カスティーリャとレオンの王アルフォンソ6世の娘テレサと結婚し、ポルトゥカーレ伯に封じられた。1109年6月25日、エンリケとテレサの息子であるアフォンソ・エンリケス（アフォンソ1世）がギマランイス城内で生まれた。1128年、アフォンソ・エンリケスは宗主国カスティーリャ＝レオンの国王アルフォンソ7世に叛旗を翻してこれを打ち負かし、ポルトゥカーレ公爵として独立。その後、オーリッケの戦いでイスラーム勢力に大勝すると、1139年、機に乗じてポルトガル王アフォンソ1世を称した。1143年にはローマ教皇の仲介によってアルフォンソ7世もアフォンソ・エンリケスのポルトガル王位を承認し、これをもってポルトガルはカスティーリャ＝レオン王国から正式に分離独立を果たして対等の国家となった。アフォンソ・エンリケスは1139年にブルゴーニュ王朝（ボルゴーニャ王朝、ポルトガル王国第一王朝）の初代国王に即位したことになる。1147年、アフォンソ1世はリスボンを陥落させて王国の版図を一挙に拡大させた。
王国揺籃の地となったギマランイスには、その後、規模の大きい建造物が建ち並ぶようになった。近代を迎える頃になると中世都市から近代都市へと変貌してゆきながら、しかし中心部だけは中世の街並みが維持され続けて今日に到る。このような歴史的建造物の中には14世紀に建てられた市民の家屋も含まれているが、それらは1階が花崗岩、2階以上が木の枠組みで造られた伝統的建築物であり、今も人々が住まう現役の住宅である。

## 世界遺産
ギマランイス歴史地区（ギマランイス  れきしちく、英語：Historic Centre of Guimarães）は、ギマランイスの中心地区である旧市街のことであり、2001年、この名でユネスコ世界遺産（世界文化遺産）に登録された。2023年の第45回世界遺産委員会でコウルス地区まで範囲が拡大され、「ギマランイス歴史地区とコウルス地区」となった。

### 登録基準
この世界遺産は世界遺産登録基準のうち、以下の条件を満たし、登録された（以下の基準は世界遺産センター公表の登録基準からの翻訳、引用である）。
- (2) ある期間を通じてまたはある文化圏において、建築、技術、記念碑的芸術、都市計画、景観デザインの発展に関し、人類の価値の重要な交流を示すもの。
- (3) 現存するまたは消滅した文化的伝統または文明の、唯一のまたは少なくとも稀な証拠。
- (4) 人類の歴史上重要な時代を例証する建築様式、建築物群、技術の集積または景観の優れた例。

### 歴史的建造物
ギマランイス城
第3代ポルトゥカーレ伯ヘルメネギルド・ゴンサレスの寡婦として政務を引き継いでいた夫人ムマドナ･ディアスは、950年と951年に受けた天啓に従ってこの地に修道院を設立したが、ヴァイキングの襲撃から町と施設を護るべく、959年にギマランイス城を築いた。1109年にはポルトガルに栄光をもたらすアフォンソ・エンリケス（アフォンソ1世）がこの城で生まれている。28mの高さの塔を持つ。
サン・ミゲル教会
アフォンソ・エンリケスが洗礼を受けた教会。ギマランイス城の下にあり、12世紀に建立されたロマネスク建築の建物で、一度壊れたため、20世紀になって再建された（復旧建造物）。
ノッサ・セニョーラ・ダ・オリヴェイラ教会
ロマネスク建築とゴシック建築が融合した教会であり、教会前のアーチは1340年に起こったレコンキスタ戦争であるサラードの戦いの戦勝を記念して1342年にロマネスク様式で建てられた。外部構造物は14世紀から15世紀にかけての間にゴシック様式で改築されたが、聖堂内部は初期の様式を留めている。
アルベルト・サンパイオ美術館 (Museu Alberto Sampaio)
ノッサ・セニョーラ・ダ・オリヴェイラ教会の修道院部分を利用した美術館。14世紀ロマネスク様式の回廊を持ち、回廊の周りには展示室がある。
ブラガンサ公爵館
ジョアン1世の息子で初代ブラガンサ公爵となったドン・アフォンソによって建てられた宮殿で、中世後期のフランスはブルゴーニュ地方の影響を強く受けた、15世紀ゴシック様式の建築物である。
ポザーダ・デ・サンタ・マリーニャ
サンタ・マリーニャ・ダ・コスタ修道院 (Mosteiro de Santa Marinha da Costa) を利用したポザーダ。
これらのほか、中世に由来する歴史的建築物および建造物が中央地区（旧市街）でよく保存されており、物件数はおよそ60に及ぶ。

## 行政

### 姉妹都市
ギマランイスとの間に姉妹都市やその他類似の盟約を交わしている地方自治体を列記する。日付は盟約締結日。
- プレヴェン（ ブルガリア）
- ロンドリーナ（ ブラジル） ：1987年。
- メ＝ゾシ県（ サントメ・プリンシペ） ：1989年6月30日。
- ブリーヴ＝ラ＝ガイヤルド（ フランス） ：1993年6月3日。
- イグアラーダ（ スペイン） ：1995年6月24日。
- タコロンテ（英語版）（ スペイン） ：1997年10月26日。
- トゥールコワン（ フランス） ：1997年。
- リオ・デ・ジャネイロ（ ブラジル） ：1999年5月27日。
- カイザースラウテルン（ ドイツ） ：2000年9月15日。
- コロニア・デル・サクラメント（ ウルグアイ） ：2001年6月24日。
- コンピエーニュ（ フランス） [8]：2006年6月24日。
- リベイラ・グランデ・デ・サンティアゴ（英語版）（ カーボベルデ） ：2007年6月24日。

## 経済
現在のギマランイスはポルトガルの中でも随一の工業都市であり、織物、靴、金属機械の生産を主要産業とする。

## 文化

### スポーツ
プリメイラ・リーガ（旧称：スーペル・リーガ等）所属のプロサッカークラブ「ヴィトーリアSC (通称：ヴィトーリア・ギマランイス)」は、ギマランイスを本拠地とした1922年創立のクラブであり、当地にて1999年に建造されたエスタディオ・D. アフォンソ・エンリケスをホームスタジアムとしている。
また、モレイレンセFCはギマランイス郊外のモレイラ・デ・コネゴスをホームタウンとしている。

### 映画
2012年、欧州文化首都事業のプログラムとして映画「ポルトガル、ここに誕生す〜ギマランイス歴史地区」が制作された。

## 著名人

### 出身著名人
- アフォンソ・エンリケス（ポルトガル王アフォンソ1世） ：1109年、ギマランイス城の生まれ。ブルゴーニュ王朝（ボルゴーニャ王朝、ポルトガル王国第一王朝）初代国王。
- ジル・ヴィセンテ ：1465年生まれ。劇作家、詩人。俳優、ほか。
- アルフレード・ピメンタ（英語版） ：1882年生まれ。歴史家。詩人、作家。
- アベル・サラザール（英語版） ：1889年生まれ。医師。作家、画家、ほか。
- ジョゼ・デ・ギマランイス（ポルトガル語版） ：1939年生まれ。造形芸術家。
- ドミンゴス・カストロ（英語版） ：1963年11月22日生まれ。陸上競技選手（長距離走）。
- ディオニシオ・カストロ（英語版） ：1963年11月22日生まれ。陸上競技選手（長距離走）。
- フェルナンド・メイラ ：1978年生まれ。プロサッカー選手。
- ペドロ・メンデス ：1979年生まれ。プロサッカー選手。
- セーザル・ペイショット（英語版） ：1980年、Caldas das Taipas生まれ。プロサッカー選手。
- アナ・ドウルセ・フェリクス（英語版） ：1982年、Azurém生まれ。陸上競技選手（マラソン）。
- ヴィエイリーニャ（英語版） ：1986年生まれ。プロサッカー選手。

### ゆかりある著名人
- ムマドナ･ディアス（英語版） ：924-950年。第3代ポルトゥカーレ伯ヘルメネギルド・ゴンサレス（英語版）の夫人。歴代領主の居城となったギマランイス城やその他施設を建設。
- テレサ・デ・レオン ：1080-1130年。ポルトゥカーレ伯エンリケの妃で、アフォンソ・エンリケス（ポルトガル王アフォンソ1世）の母親。ギマランイス近郊で息子アフォンソの軍と戦って敗れ（サン・マメーデの戦い（英語版））、身柄を拘束された。
- ペラージオ・ガルバーニ（英語版） ：1165年、グセンドス・デ・ロス・オテーロス（英語版）生まれ。ギマランイス育ち。枢機卿。第5回十字軍指導者（教皇使節「ペラギウス」）。

## ギャラリー
旧市街は区域全体がユネスコ世界遺産「ギマランイスの歴史地区」であるが、近年の建造物が登録物件に含まれるかどうかは不明である。ここでは、間違いなく登録物件であるものに★印を付ける一方で、近年の建造物、すなわち登録物件に該当しない可能性があるものには印を付けないこととする。

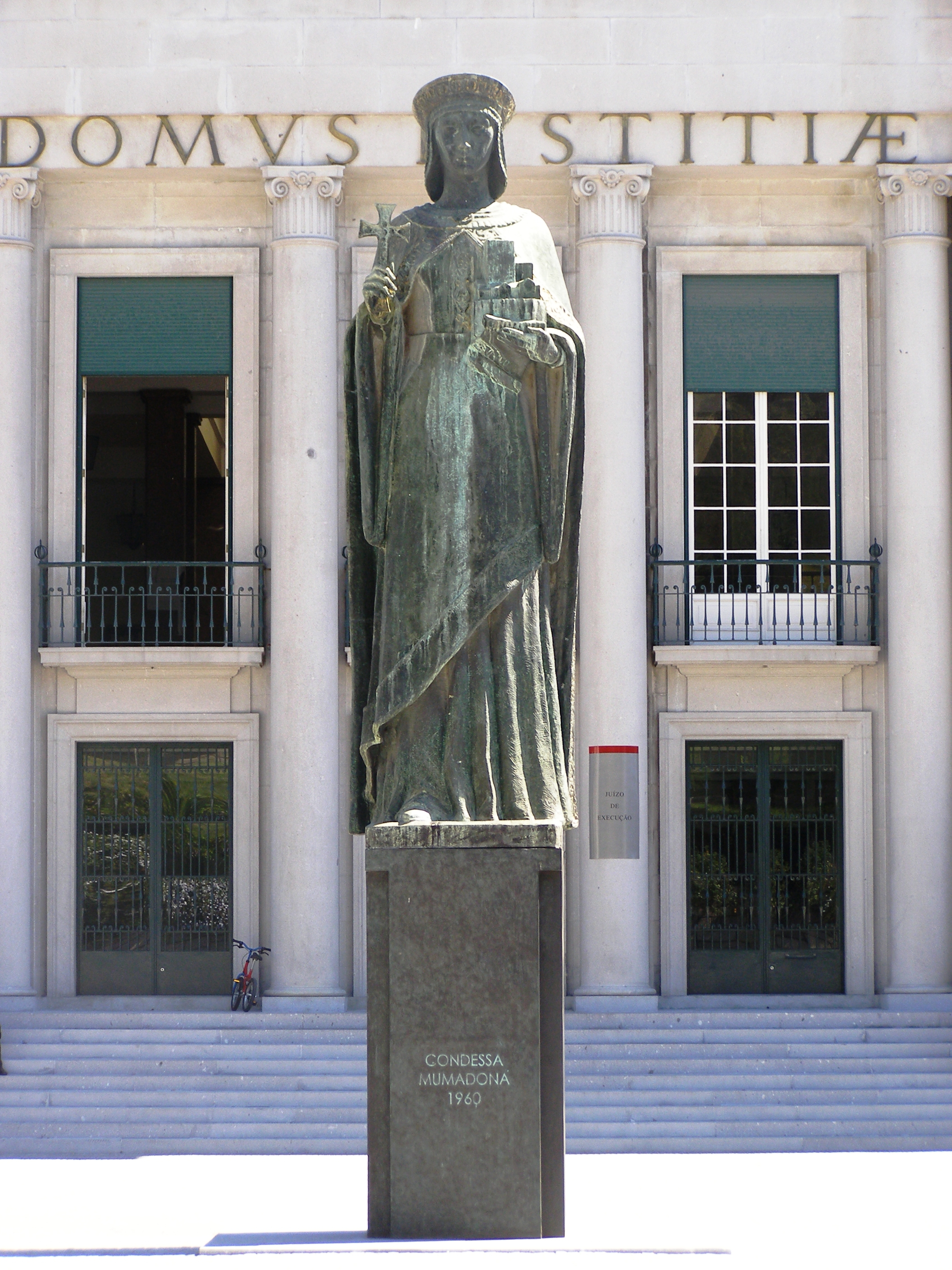
ムマドナ･ディアス（英語版）の銅像／ギマランイス城を築いたポルトゥカーレ伯爵夫人の像。1960年の作。
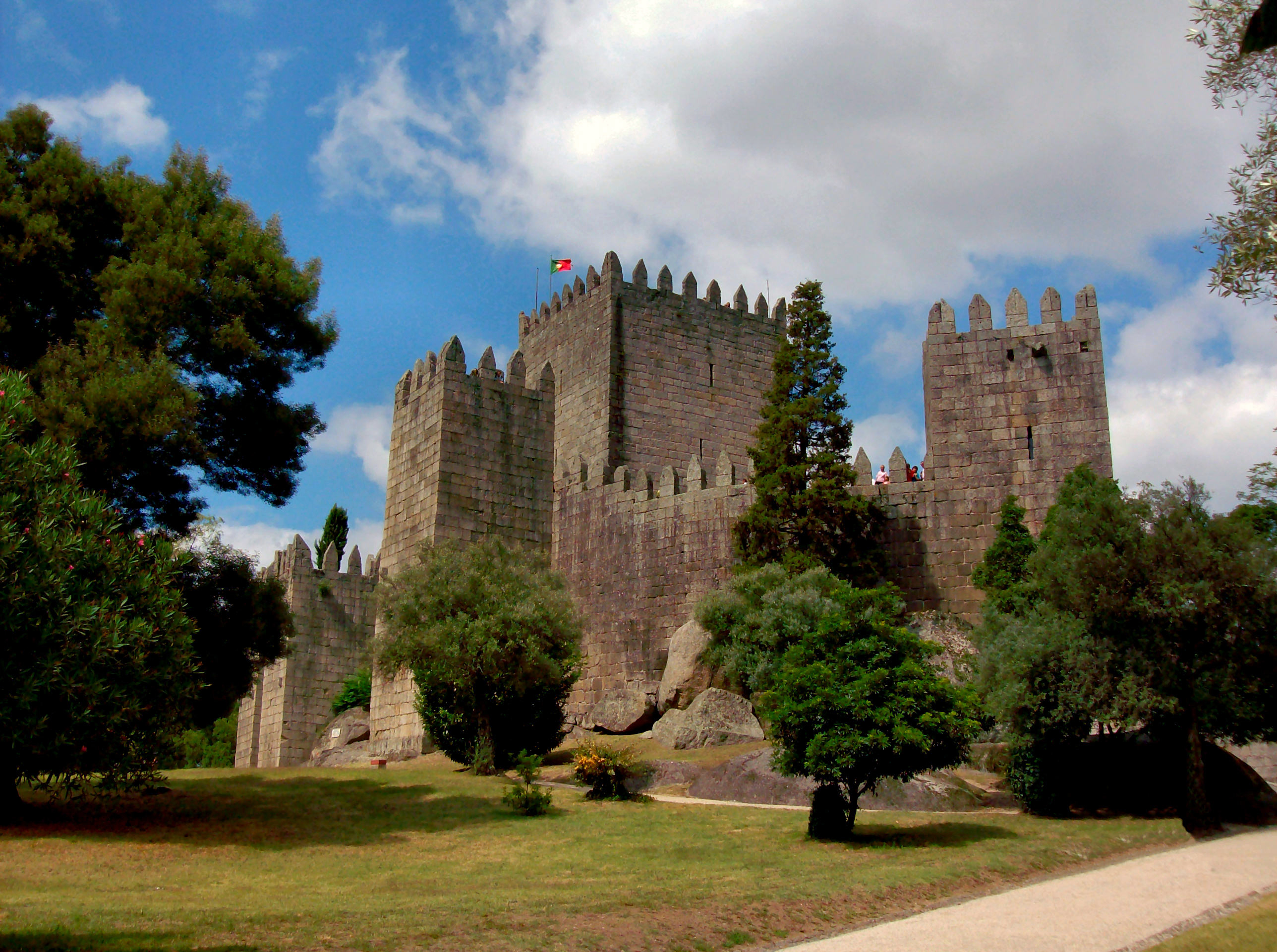
★ギマランイス城 アフォンソ・エンリケスの生誕地。
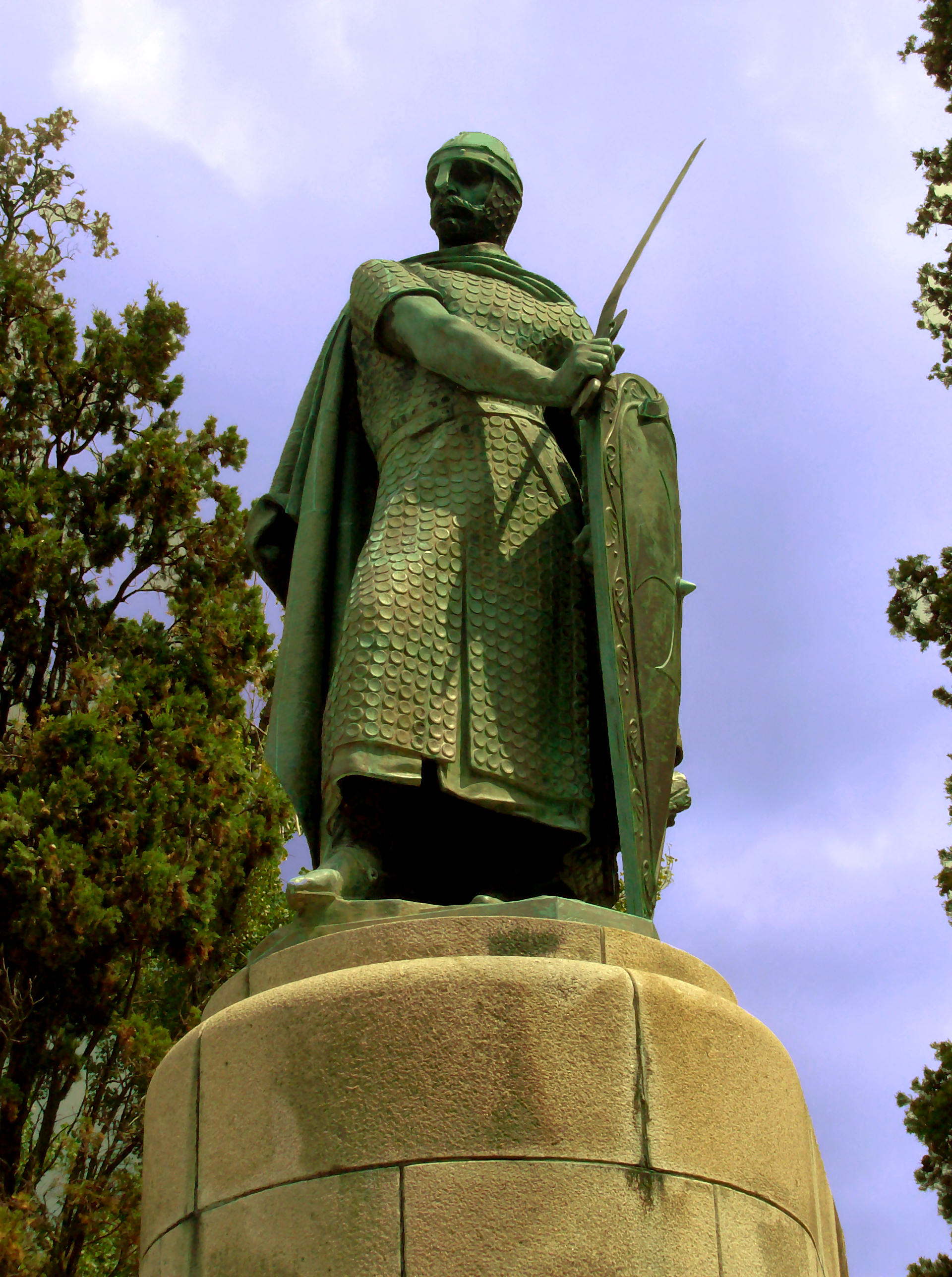
アフォンソ・エンリケス（アフォンソ1世）の銅像／ギマランイス城に建つ、ポルトガル建国の英雄像。
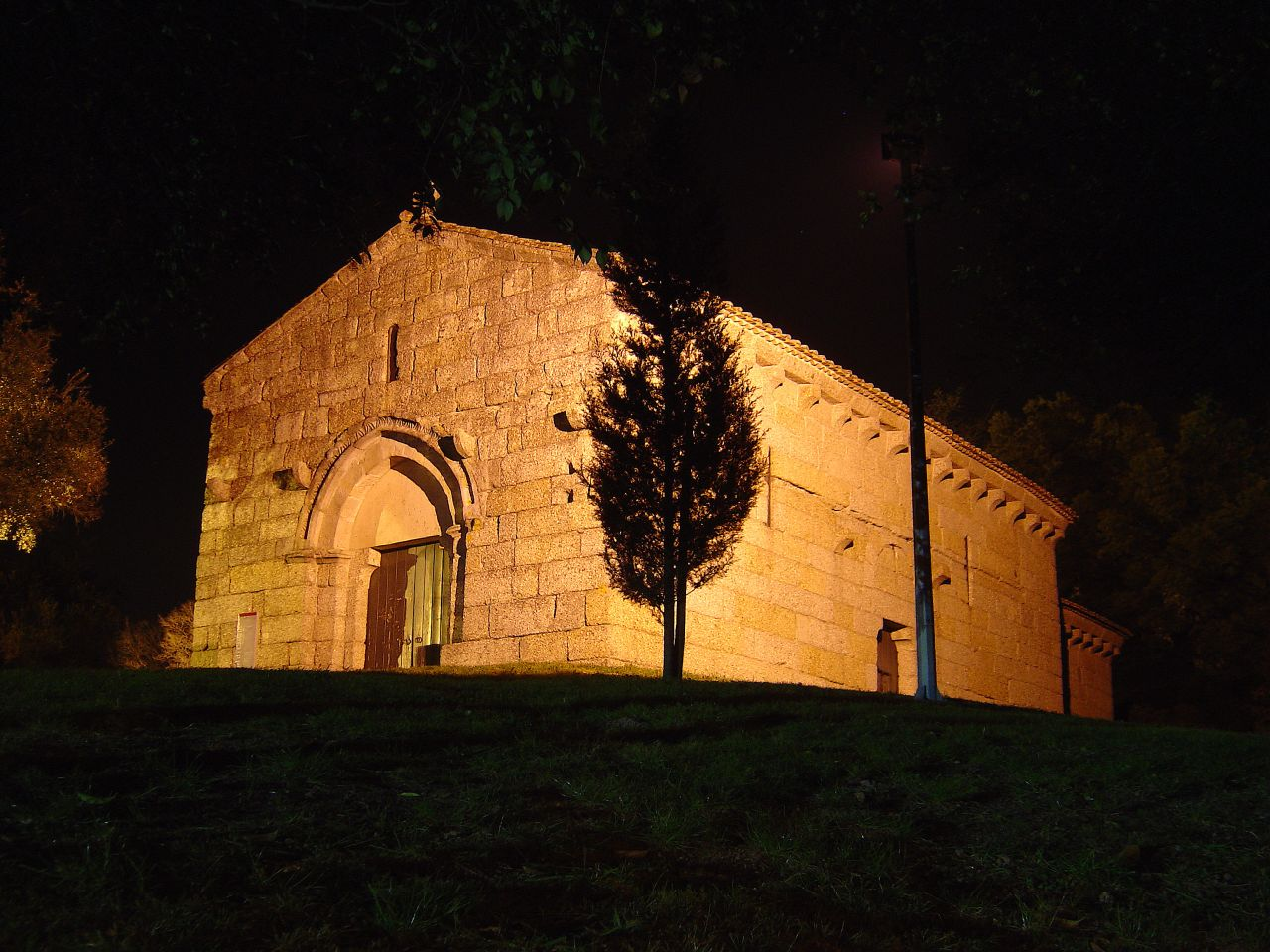
★サン・ミゲル教会
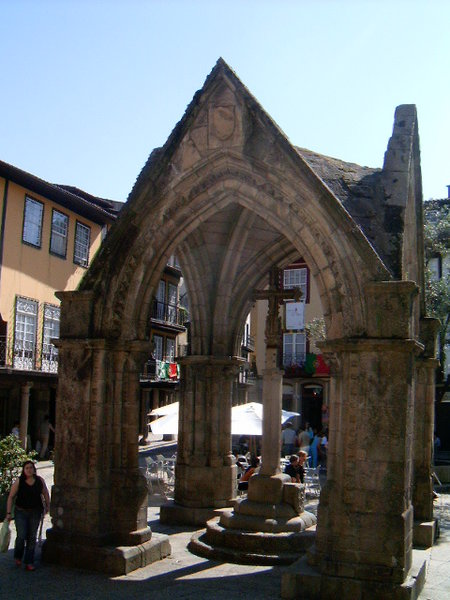
★ノッサ・セニョーラ・ダ・オリヴェイラ教会の門
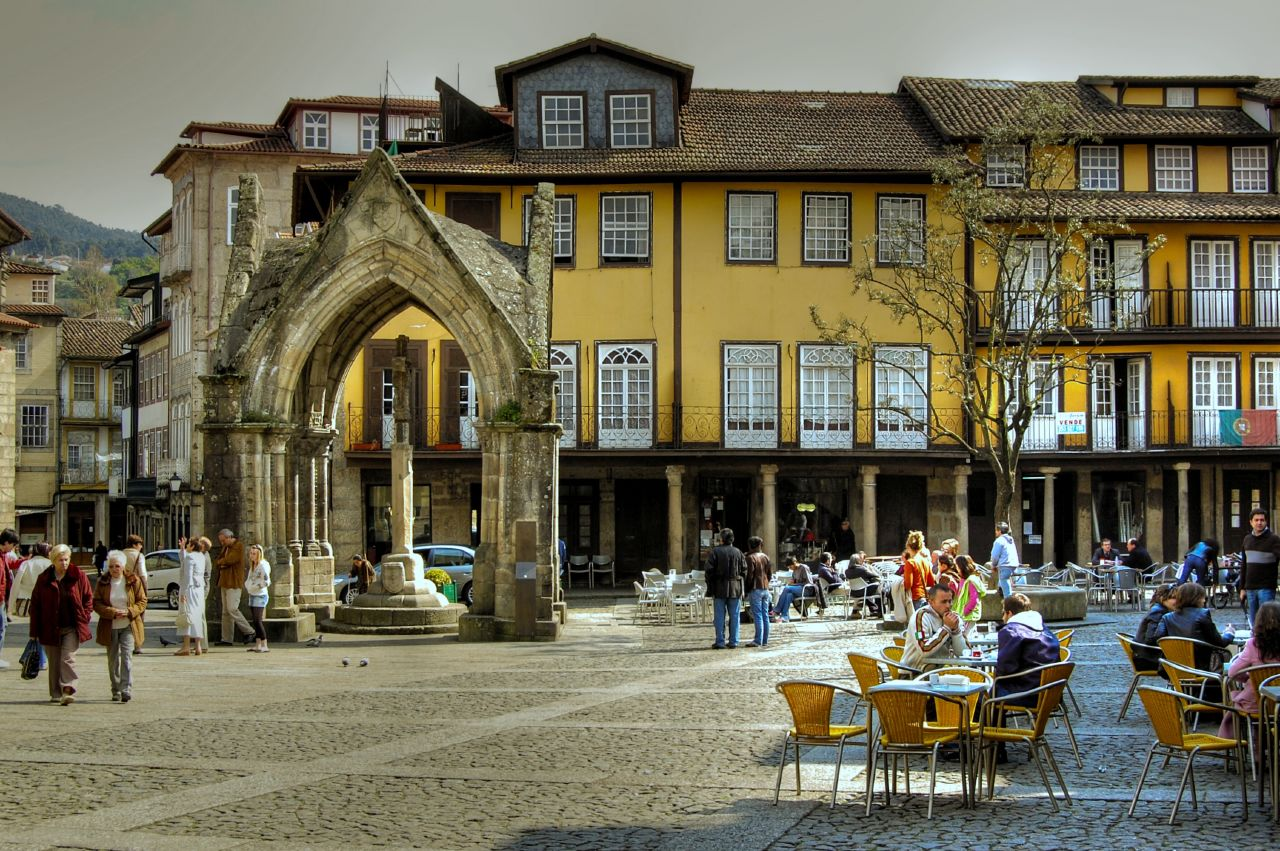
★ノッサ・セニョーラ・ダ・オリヴェイラ教会の門（中央左）と★周辺民家
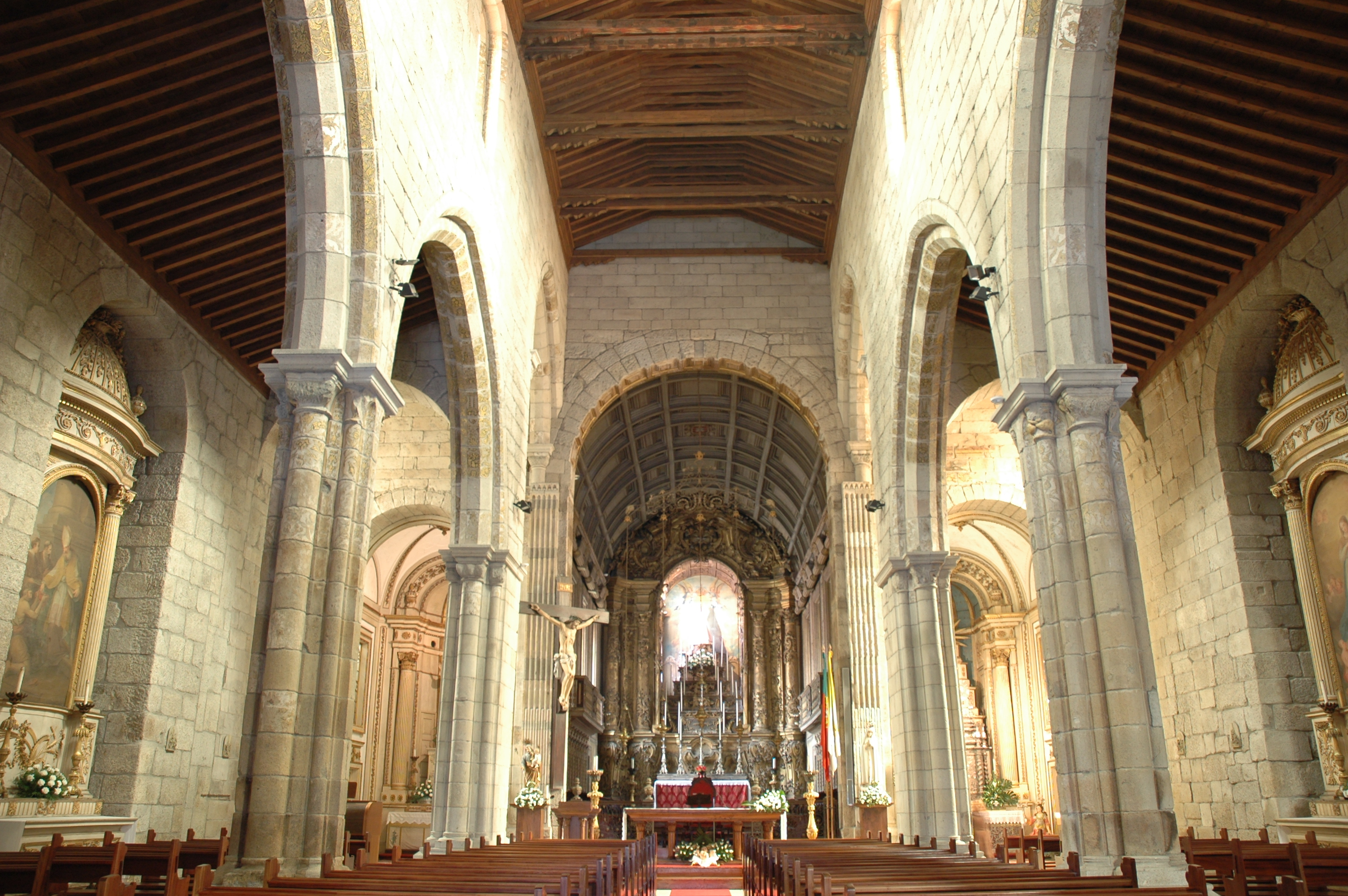
★ノッサ・セニョーラ・ダ・オリヴェイラ教会の聖堂内部
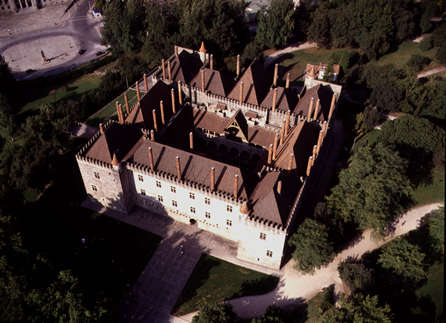
★ブラガンサ公爵館／俯瞰。
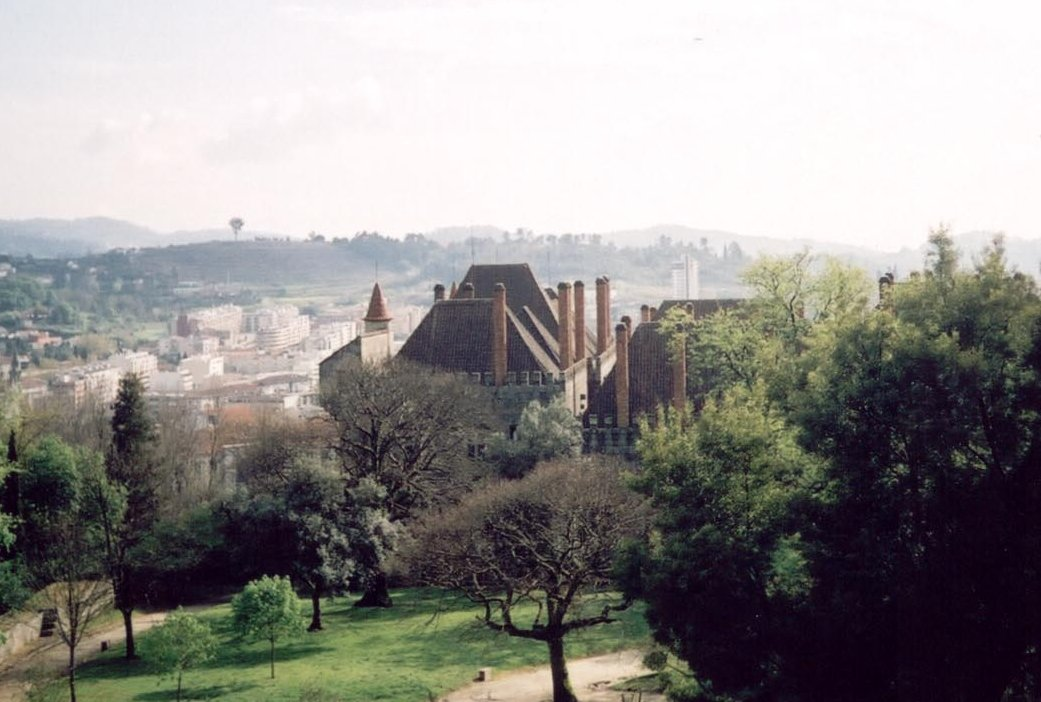
★ブラガンサ公爵館
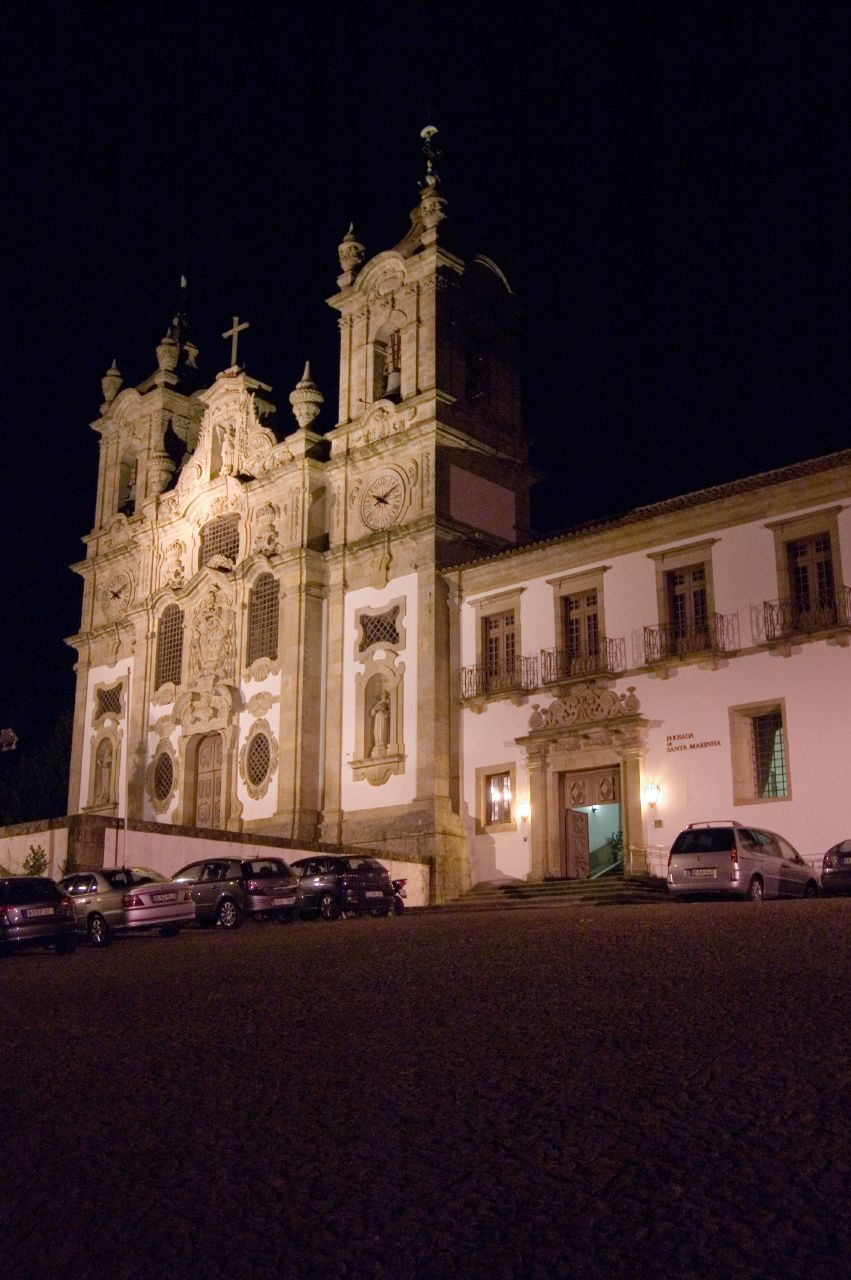
★ポザーダ・デ・サンタ・マリーニャ（サンタ・マリーニャ・ダ・コスタ修道院）
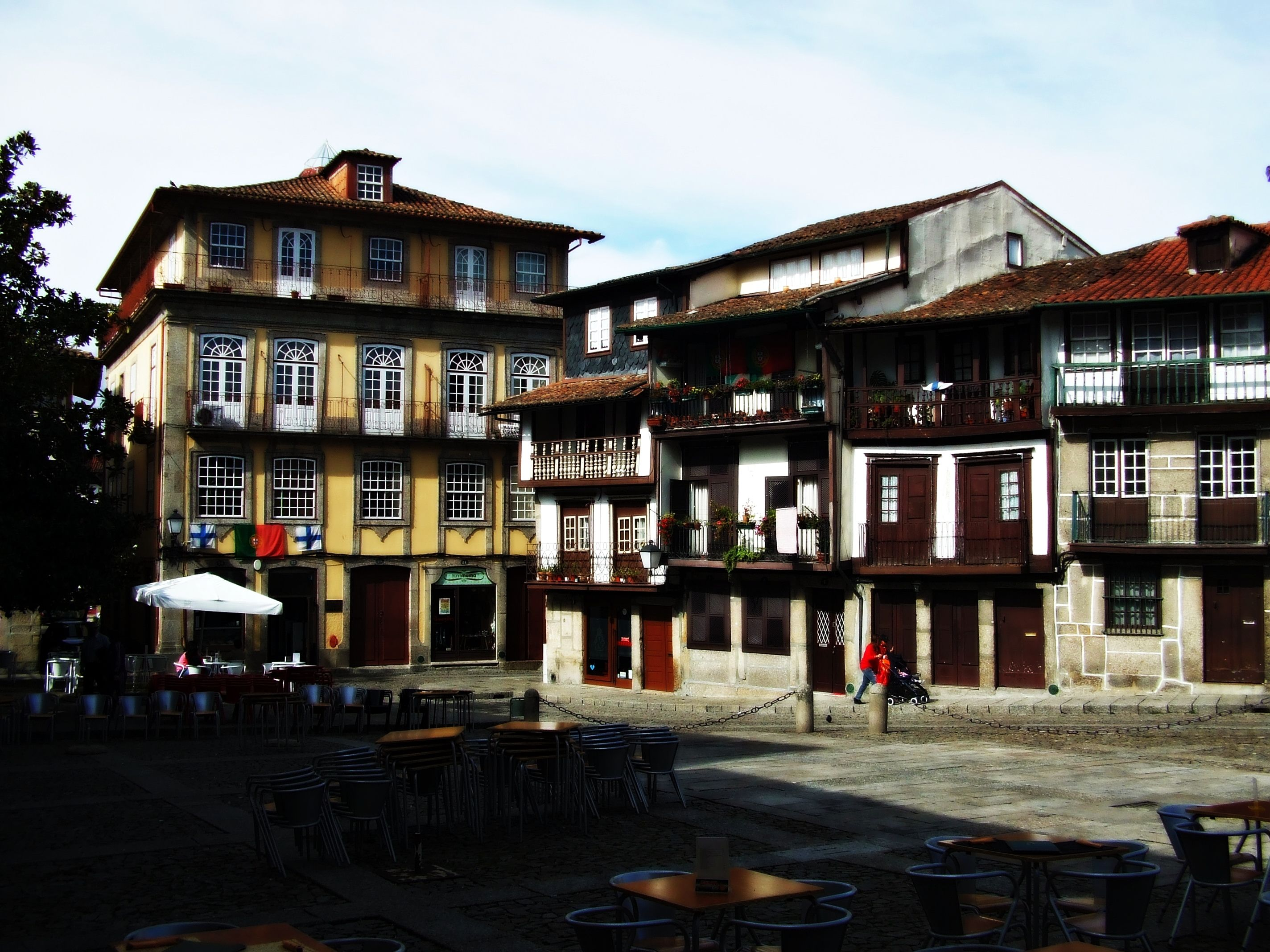
★旧市街の家々 向かって右側の数軒は14世紀に建てられた民家[5]。
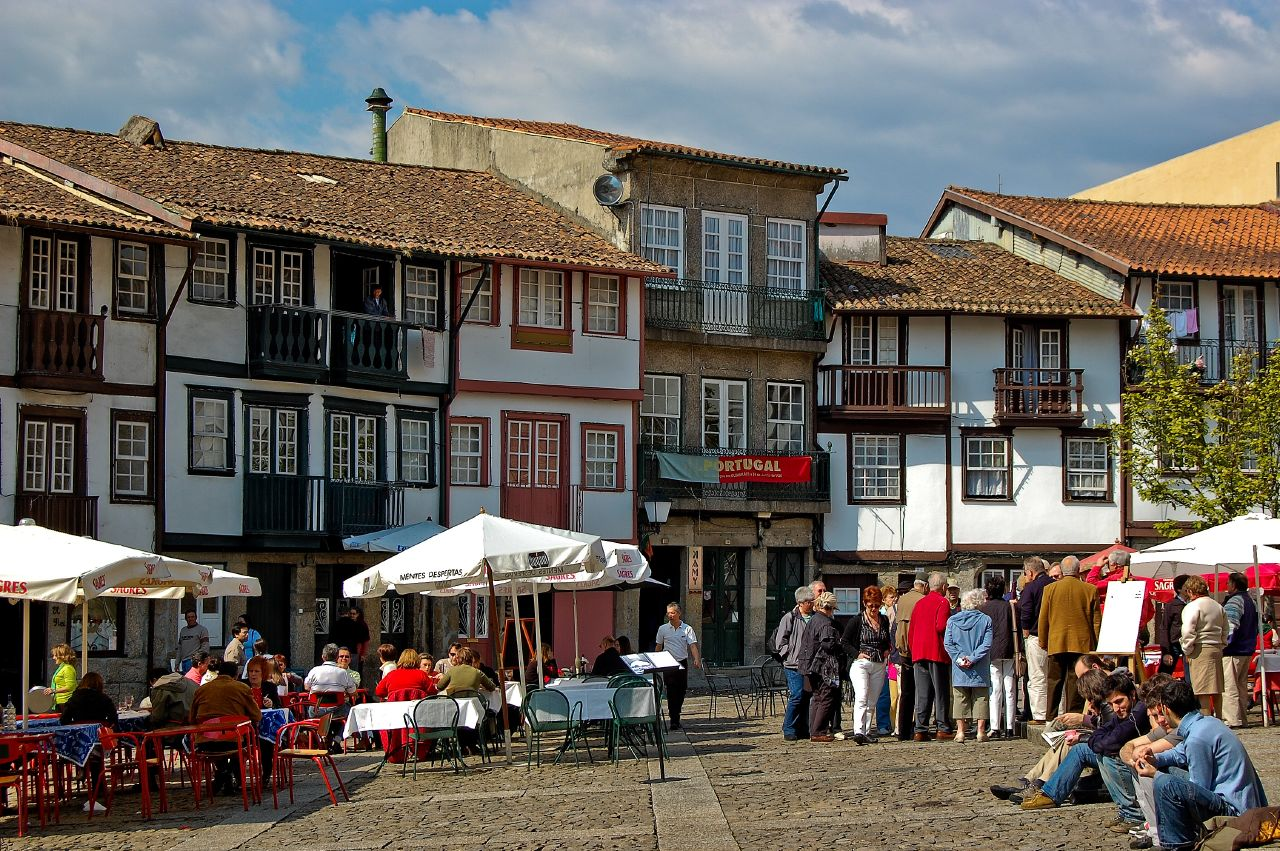
★旧市街の家々
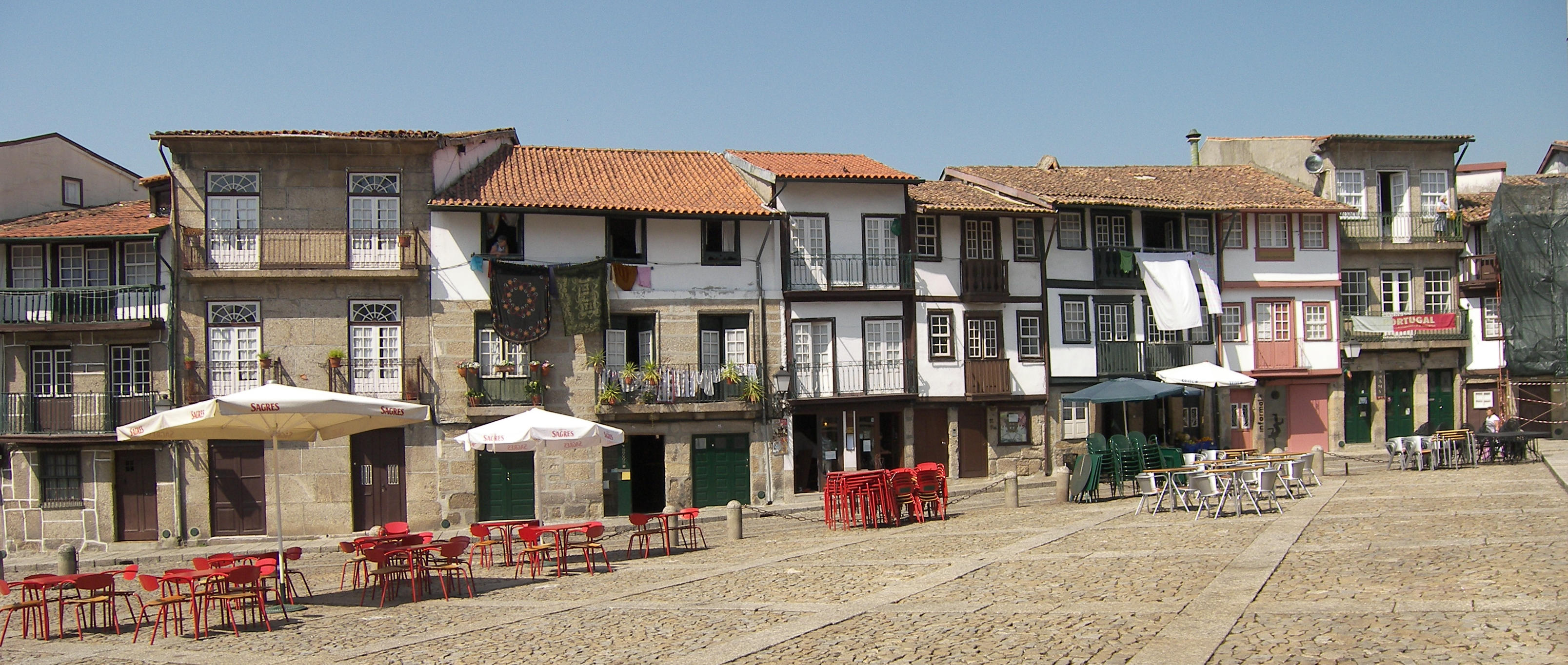
★旧市街の家々
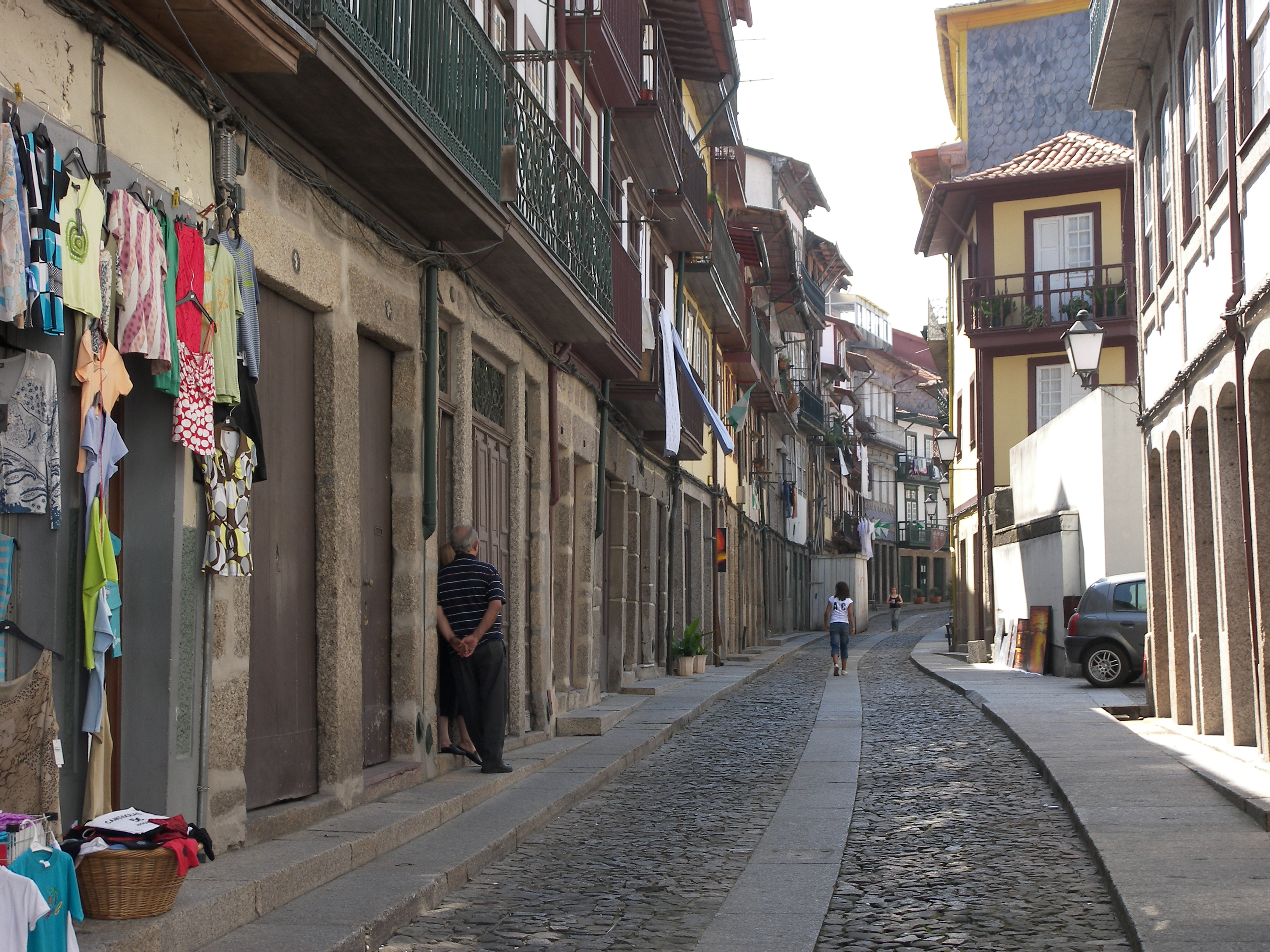
★旧市街の街並み
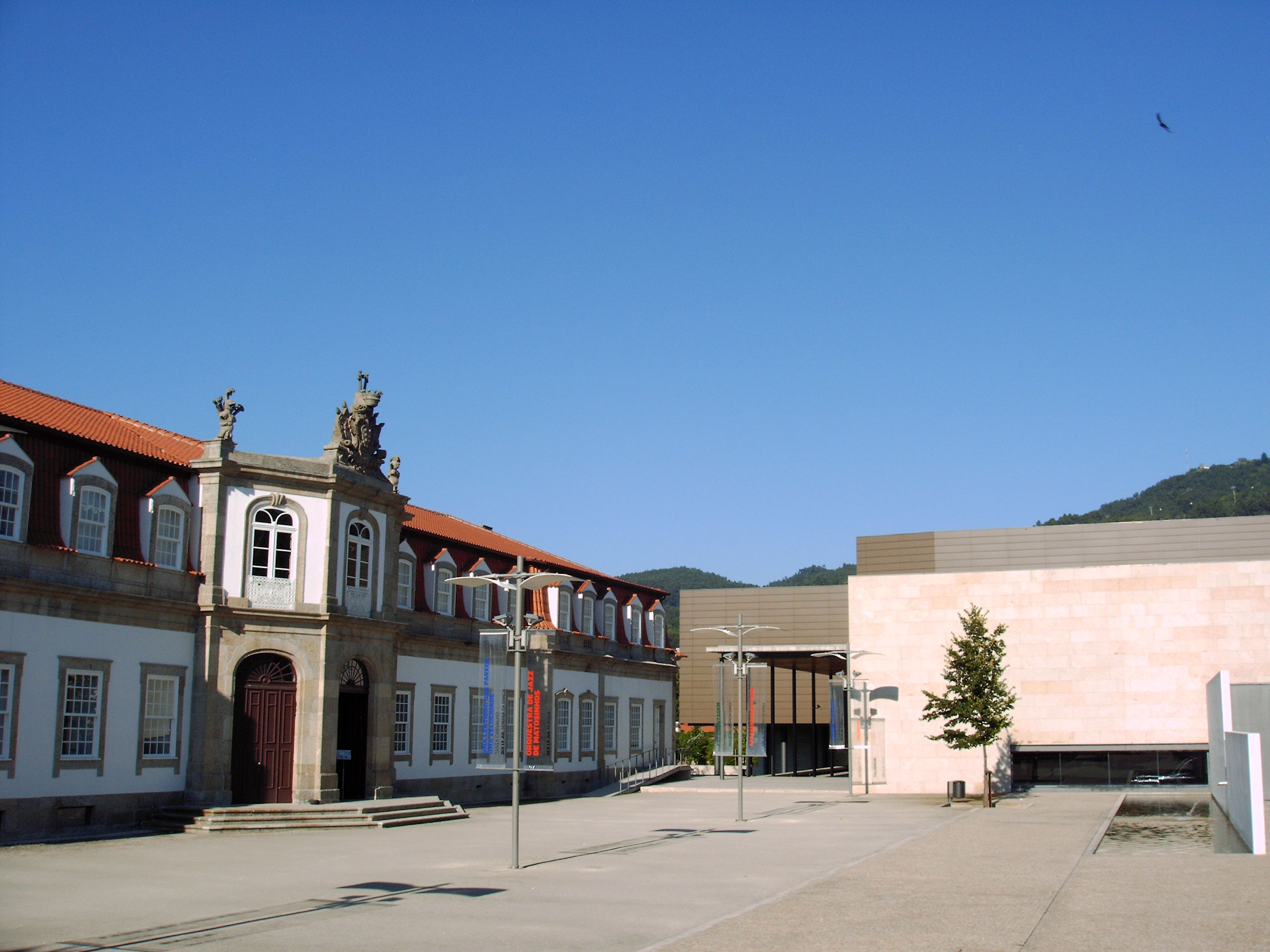
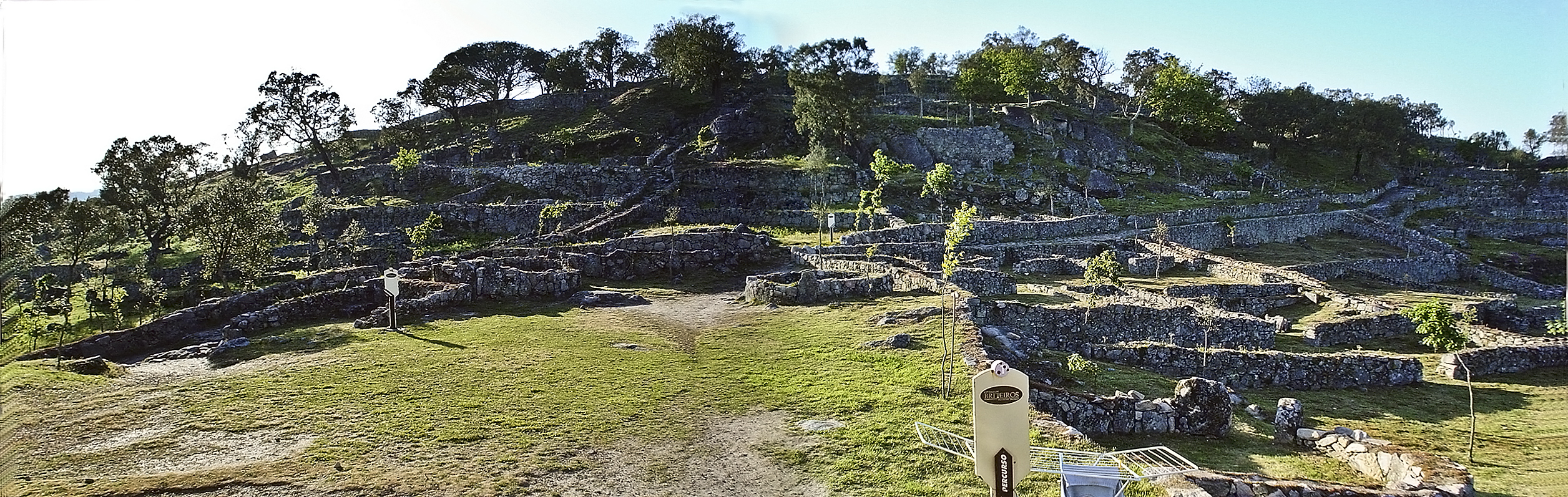
シタニア・デ・ブリテイロス（ポルトガル語版） サルバドール・デ・ブリテイロス（ポルトガル語版）地区にある鉄器時代遺跡。
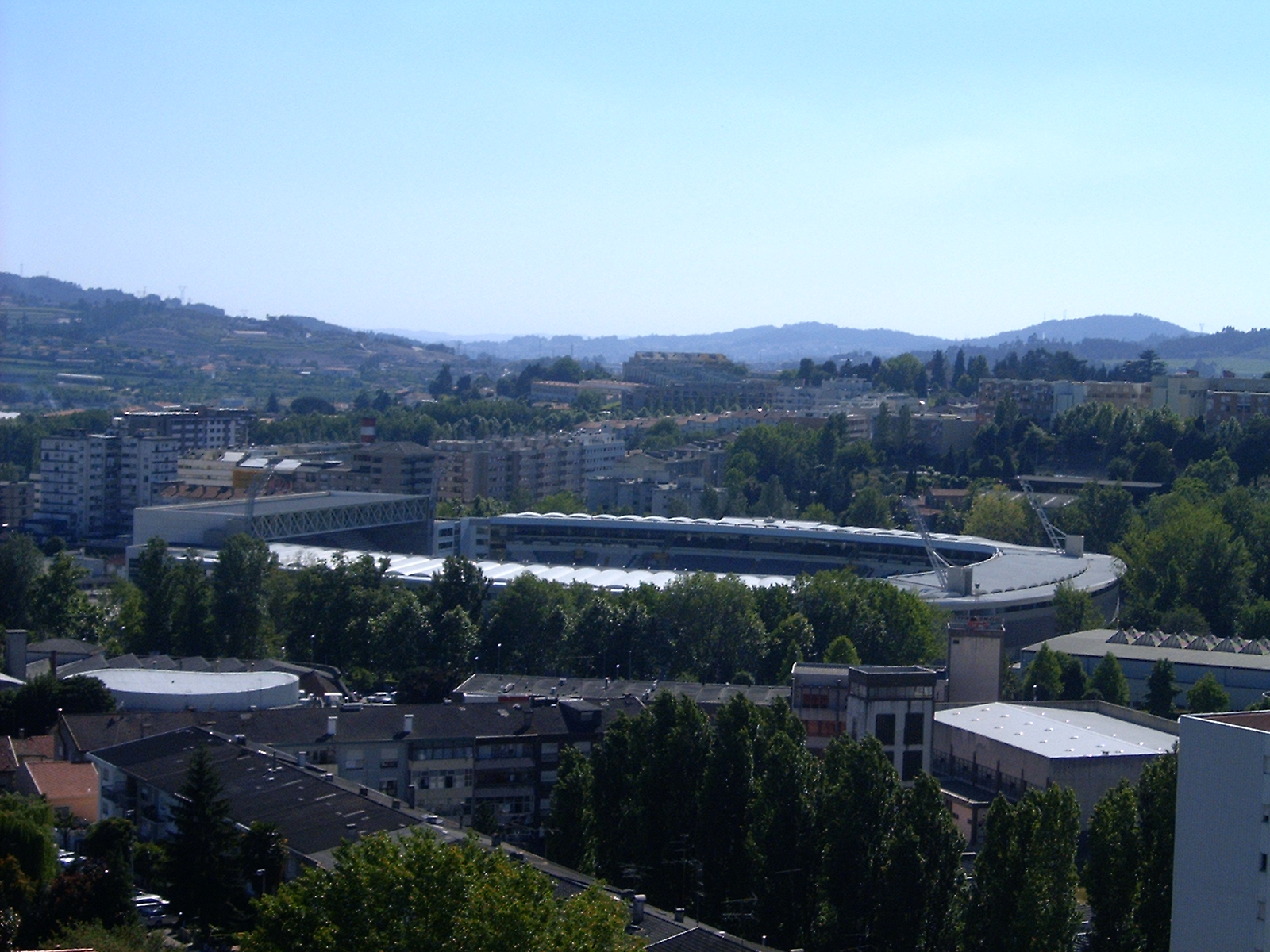
ドン・アフォンソ・エンリケス・スタジアム／UEFA EURO 2004の会場にもなったスタジアム。